# Mak Dizdar
Mehmedalija Mak Dizdar (Stolac, 17. listopada 1917. – Sarajevo, 14. srpnja 1971.), hrvatski i bošnjački pjesnik.

## Životopis
Osnovnu školu završio je u Stocu, potom odlazi u Sarajevo gdje 1936. godine stječe gimnazijsku maturu te prvom zbirkom (Vidopoljska noć) ulazi u javni život. Njegov je stariji brat Hamid, pripadnik književnoga naraštaja profiliranoga zbornikom buntovnih stihova "Knjiga drugova" (1929.) tada urednik sarajevskih novina i časopisa "Gajret", za koje i Dizdar počinje pisati. Nakon rata (1941. – 1945.), dijelom provedenoga u ilegali, prvo ostaje vezan uz novine kao urednik lista "Oslobođenje" (1948. – 1951.) i poduzeća Narodna prosvjeta (1951. – 1959.), a onda se profesionalno posvećuje književnosti te uređuje časopis "Život" (1964. – 1971.).

## Književno stvaralaštvo
Cjelina Dizdareva pjesništva, pa i njegov razvojni luk, obično se razmatra iz perspektive zaključne, krunske zbirke "Kameni spavač" (1966.). Premda je od njegova prvoga pravoga pjesničkoga nastupa, sredinom 1950-ih, do pojave te zbirke riječ o razmjerno kratkomu razdoblju, proces sazrijevanja, kreativnoga pročišćenja Dizdarevih preokupacija trajao je očito mnogo dulje. Kritika je doduše gotovo sve do "Kamenoga spavača" dvojila znači li nastojanje da zgušnjavanjem forme modernizira svoj izraz tek površinsku igru ili korjenite promjene. Pjesnička matrica u kojoj se socijalnim slikama s natruhama ekspresionističkoga ideograma Dizdar javio bila je ne samo prevladana nego i socrealističkim pojednostavljenjima posve obezličena. U jednome je kritičkom tekstu (1959.) i sam branio motive socijalne lirike koja se stavljala u "službu čovjeka", naglašavajući pritom kriterij "umjetničke istine", a kada je 1956. na pjesničkoj smotri, gotovo usputno, pročitao pjesmu "Gorčin", u njoj je tražio nit koja od problema vodi do utjehe i spokoja. Pjesma se bavila kanonskom temom socijalističkoga realizma - vojnikom, ali na nekonvencionalan način i u nepretencioznoj, stilskoj i oblikotvornoj jednostavnosti. U komentaru uz njezinu skoru antologizaciju pjesnik objašnjava kako se osjeća, "..opkoljen zapisima sa margina starih knjiga čiji redovi vrište upitnicima apokalipse", pa u "spavaču ispod kamena" prepoznaje sebe, no još nije siguran, "da je na putu skidanja plašta s njegove tajne". "Gorčin" je tek anticipacija konačne autorske sinteze što počiva na krstjanskoj tradiciji, njezinu jezičnome i misaonome sklopu kao ključnome među bosanskim kulturnim slojevima.
Tragajući za srednjovjekovnom kulturom, od koje je ostalo tek malo više od legende, Dizdar je u povijesni raspon hrvatskoga književnoga izraza vratio njegove davne bosanske aktere u izvornoj zapitanosti. Držeći se njezinim legitimnim baštinikom, on pokazuje kako ta kultura, sa svojim jezikom i civilizacijskim kontekstom, nije izgubila kontinuitet turskim nastupanjem kada su s povijesne pozornice sišli bosanski kraljevi i velmože. Drugi sloj Dizdareva introspektivnoga poniranja u bosansku tradiciju počiva na kulturnoj matrici formiranoj u doba turske uprave. U zbirci "Koljena za Madonu" (1963.), koja razrađuje senzualni nacrt poeme "Plivačica" (1954.), izbija poetski izraz panerotizma, karakteriziran orijentalno, ali generički zapravo lociran u adžamijskome (alhamijado) kompleksu (riječ je o književnosti pisanoj arabicom hrvatskim jezikom, koja datira u Bosni od XVI. stoljeća, a obuhvaćala je raznolike žanrove: nabožni, didaktični, satirični pa do petrarkističkih suzvučja "Hrvatske pjesme" nepoznatoga Mehmeda iz 1588.) Stihovi Ahmeda Vahdetija, koji je u XVI. stoljeću živio u Visokome i pjevao o "duši zaljubljenog" kao kaplji "apsolutne ljepote" mogli bi se držati motom Dizdarove ljubavne poezije.
Mnogo je važniji od evidentnoga studijskoga zanimanja bosanskom tradicijom (u člancima i dnevničkim zapisima; sastavio je i antologije "Stari bosanski epitafi", 1961., "Stari bosanski tekstovi", 1969.) Dizdarov neposredni osjećaj zavičajnika: njegova je poezija moderna po izvornosti i dubini jezičnoga, povijesnoga pamćenja. Koliko god je i sam naglašavao "čisti jezik" kao točku opstanka nepokorive supstancije koju iz tradicije crpi i u nju smješta i svoj pjesnički subjekt, za razumijevanje njezina povijesnoga ritma morao je konstruirati analognu sintaksu. Dok je u zbirci "Okrutnosti kruga" (1960.) ispitivao efekte gnomskoga kazivanja i, učinke paradoksa, izraz "Kamenoga spavača" umirio je lirskom digresivnošću. Zbirka je podijeljena u četiri ciklusa (Slovo o čovjeku, Slovo o nebu, Slovo o zemlji, Slovo o slovu), što i kompozicijski korespondira s uporišnom kategorijom riječi u krstjanskoj tradiciji, odnosno njezinom zaokupljenošću Ivanovom Otkrivenju. Dizdareva je Bosna definirana stećcima, ali i svojom stigmom, na pitanje o njezinoj biti pjesnički subjekt odgovara: prkosna je od sna (Zapis o zemlji). Bosni je, kaže pjesnik u komentaru "bilo suđeno da sanja o pravdi, da radi za pravdu i da na nju čeka, ali da je ne dočeka". Obrađujući dakle mudrosti i predodžbe o čovjeku, i sam je pjesnik poput svojih starih povjerenika iz epitafa između nade i sumnje. U epiloškoj "Poruci" on stoga čeka onoga što kako kaže "mora doći", ispovijedajući da se na njegove pohode "davno navikao" i prispodobljujući mu "noćnu rijeku". Univerzalnu potku njegova pjesništva, motiv rijeke - pjesma "Modra rijeka" u iznimnoj recepciji gotovo se stopila s anonimnom tradicijom- povezuje s konkretnim: prolaznost jest neupitna ali postaje smislena kada je prepoznata. Pjesnik je velika i time jednostavna pitanja zaodjenuo u ljepotu arhaičnoga jezika, izvornoga po sadržaju i autorskom obliku, pridavajući mu snagu tajanstvenoga, unutrašnjega otkrića i oslobođenja. U doba kad je to pjesništvo s krugovaškim naraštajem obnovilo zanimanje za baštinu, otkrio je neočekivan i produktivan trag.

## Djela
- Vidopoljska noć, 1936.[3]
- Plivačica, 1954.
- Povratak, 1958.
- Okrutnosti kruga, 1960.
- Koljena za madonu, 1963.
- Minijature
- Ostrva
- Kameni spavač, 1966.
- Modra rijeka, 1971.

## Vanjske poveznice
- Mak Dizdar  Arhivirana inačica izvorne stranice od 18. rujna 2008. (Wayback Machine)
- Mak Dizdar: djela
- Fondacija Mak Dizdar